# Brachycaudus jacobi
Brachycaudus jacobi är en insektsart. Brachycaudus jacobi ingår i släktet Brachycaudus och familjen långrörsbladlöss. Inga underarter finns listade i Catalogue of Life.